# Авіз (Валле-д'Аоста)
Авіз (фр. Avise) — муніципалітет в Італії, у регіоні Валле-д'Аоста.
Авіз розташований на відстані близько 610 км на північний захід від Рима, 15 км на захід від Аости.
Населення — 317 осіб (2014).
Щорічний фестиваль відбувається 13 листопада. Покровитель — святий Бріс Турський.

## Демографія
Населення за роками:

Станом на 1 січня 2023 року в муніципалітеті офіційно проживало 25 іноземців з 3 країн, серед них 16 громадян країн Євросоюзу.

## Сусідні муніципалітети
- Арв'є
- Ла-Саль
- Ла-Тюїль
- Сен-Нікола
- Сен-П'єр
- Сен-Ремі-ан-Босс